# Хатыстыр
Хатыстыр (якут. Хатыыстыыр) — село в Алданском районе Республики Саха (Якутии) России. Административный центр  Беллетского наслега.

## География
Расположено на берегу реки Алдан. Расстояние до областного центра, Якутска, — 436 км.

## История
Основано в 1937 г. 
Согласно Закону Республики Саха (Якутия) от 30 ноября 2004 года N 173-З N 353-III село возглавило образованное муниципальное образование Беллетский наслег.

## Население
| 2002 | 2010  | 2021  |
| ---- | ----- | ----- |
| 1308 | ↗1385 | ↗1437 |

## Инфраструктура
В селе расположены хозяйственные центры родового этнического предприятия «Угино», малого предприятия «Ай-Тал», родовых эвенкийских общин, ведущих традиционные отрасли хозяйства — оленеводство и промыслы (рыбный и пушной).
Село Хатыстыр Алданского района является центром, объединяющим национальные наслеги и производственные объединения района, занимающиеся традиционными отраслями хозяйствования: оленеводством, охотпромыслом, табунным коневодством, животноводством. С 1955 года в селе функционирует средняя общеобразовательная школа, в которой обучаются более двухсот учащихся.

## Хыхыстырский человек
Хыхыстырский человек был обнаружен в пещере у села Хатыстыр в 1962 году. Результаты статистического анализа показали наибольшее сходство черепа хатыстырского человека с носителями серовской культуры Прибайкалья и неолитическим населением Барабинской лесостепи. Для хатыстырского человека в Университете Хоккайдо была получена радиоуглеродная дата 9010±30 л. н. (калиброванный (календарный) возраст — 8290—8220 лет до н. э.). Геном хатыстырского человека связан с геномами предков уралоязычных народов. Сравнение его данных с ДНК из других якутских погребений показало, что Якутия была населена генетически разнообразными  популяциями, что свидетельствует о сложных миграционных процессах.